# La mujer de Judas (telenovela mexicana)
La mujer de Judas es una telenovela mexicana producida por María del Carmen Marcos para TV Azteca en 2012.
Protagonizada por Anette Michel, Víctor González y Andrea Martí, y con las participaciones antagónicas de Geraldine Bazán, Daniel Elbittar y la primera actriz Martha Verduzco como la mujer de judas. Cuenta además con las participaciones estelares de Martha Mariana Castro, Betty Monroe, Niurka Marcos, Cecilia Piñeiro, Claudia Marín, Javier Gómez, Omar Fierro y la participación especial de Mauricio Islas.
Es una adaptación de La Mujer de Judas, telenovela venezolana de género misterio, escrita por Martín Hahn; algunos personajes y parte de la trama fueron modificados y reescritos por él mismo.

## Argumento
Todo comenzó el 3 de enero de 1988 en Xico, Veracruz, Altagracia Del Toro se disponía a casarse con el gran amor de su vida, pero se ve envuelta en el asesinato del padre Sebastián Castellanos, esa misma noche la gente del pueblo entra en la iglesia y encuentra a Altagracia en el suelo con su vestido de novia lleno de sangre, sosteniendo la cabeza del padre Sebastián y a su lado la figura de la estatua de San Judas Tadeo rota en pedazos, Altagracia es enviada a prisión acusada del crimen desatado. 
Han pasado 23 años: Natalia Leal, ha crecido viajando con su madre Juaca por los alrededores del desierto en el camión "El aventurero". Natalia es emprendedora y versátil que puede manejar muchas metas a su disposición, a ella le apasionan las leyendas sobre todo tratándose mexicanas. Por lo que en internet averigua sobre la leyenda de "La Mujer de Judas" y el crimen pasado y no duda en ir a Xico a investigar sobre los misterios de aquel pueblo y a preguntar a Salomón Salvatierra respecto al pueblo.
La llegada de la muchacha coincide con la liberación de Altagracia, la reunión de las seis amigas en el pueblo, el regreso de Julián Morera quien traicionó a los Del Toro y también con el primer atentado en contra de éste. Altagracia ha regresado al pueblo dispuesta a recuperar todo lo que le pertenece, pero las cosas no serán tan fáciles para ella, ya que todos en el pueblo la rechazan y la apodan "La Mujer de Judas" y por si fuera poco, su casa y la cervecera "Del Toro" ahora se encuentra en manos de Salomón Salvatierra, el hijo del socio de su padre, Juan Vicente del Toro quien vendió las acciones, quien no está dispuesto a permitir que Altagracia le quite lo que con tanto esfuerzo ha conseguido levantar.
Tras este caso, Julián Morera es la primera víctima en ser asesinado, se desata una serie de asesinatos que comienzan a ocurrir en el pueblo, cuyo asesino es una mujer que se viste de novia y sale en la noche dispuesta a matar, todos empiezan a ser sospechosos. Natalia, Salomón y muchos amigos que se unen, investigarán estos escalofriantes sucesos y no descansaran hasta descubrir quien es "La Mujer de Judas" y el rostro que se esconde detrás del velo de novia.
Salomón está comprometido con Emma Balmori, una ejecutiva brillante y hermosa pero egoísta, frívola y manipuladora, cuando conoce a Natalia, los une la curiosidad y se empiezan a enamorar. Esto desata la furia y envidia de Emma que en complicidad con Alirio Agüero Del Toro, quién no solo es como su amigo, sino su amante y no descansarán por separarlos.
Un oscuro secreto gira alrededor de seis amigas: Altagracia, Joaquina "Juaca" Leal, Galilea Batista, Ricarda Araujo, Refugio "Cuca" Agüero Del Toro y Narda Briseño, quienes juraron en ocultar el secreto más privilegiado con respecto a la joya de "San Judas Tadeo" y donde todas son sospechosas de ser "La Mujer de Judas", además de muchos personajes en el pueblo que se dan mención al paso de la trama para saber quien está detrás del velo de "La Mujer de Judas".

## Elenco
- Anette Michel - Altagracia Del Toro Callejas "La Mujer de Judas".
- Andrea Martí - Natalia Leal / Natalia Del Toro Leal / Natalia Castellanos Del Toro.
- Víctor González - Salomón Salvatierra Cosío.
- Geraldine Bazán - Emma Balmori Landeros.
- Daniel Elbittar - Alirio Agüero Del Toro Bello / Alirio Morera Bello.
- Martha Verduzco - Berenice Callejas Vda. de Del Toro.
- Martha Mariana Castro - Joaquina Leal "La Juaca".
- Betty Monroe - Galilea Batista / Galilea Del Toro Batista.
- Niurka Marcos - Ricarda Araujo.
- Cecilia Piñeiro - Narda Briseño.
- Claudia Marín - Refugio "Cuca" Bello de Agüero Del Toro.
- Mauricio Islas - Simón Elías Castellanos Rojas.
- Sergio Klainer - Buenaventura Briseño.
- Omar Fierro - Bruno Cervantes Lara.
- Mauricio Aspe - Ernesto Yúñez.
- Javier Gómez - Marcos Rojas / José Marcos Castellanos Rojas.
- Álvaro Guerrero - Casimiro Agüero Del Toro.
- Juan Vidal - Leoncio Manzur.
- Elvira Monsell - Úrsula Manzur Barrona.
- Ana María González - Irene Callejas.
- Regina Murguía - Cordelia Manzur Araujo / Ricarda Araujo (Joven).
- Melissa Barrera - Zulema "Zulamita" Sánchez.
- Claudine Sosa - Dulce de Sánchez.
- Guillermo Quintanilla - Servando Sánchez
- Israel Cuenca - Ismael Agüero Del Toro Bello.
- Payin Cejudo - Santia García.
- Víctor Civeria - Comandante Romero.
- Nubia Martí - Maricruz Landeros Vda. de Balmori.
- Paloma Quezada - Priscila Sosa.
- Ramiro Tomasini - Francisco "Pancho" Cañero.
- Iván Esquivel - René Muzquiz.
- Romina Castro - Dra. Carmen Vázquez.
- Simón Guevara - Fonsiberto "Fonsi".
- Ana Elia García - Mercedes "Meche" Flores.
- Ligia Escalante - Concepción "Chencha" Pérez.
- Metzli Adamina - Honoria Santos.
- José Eduardo Ochoa - Carlos Cervantes.
- María Luisa Garza - Laila Robles.
- Vampiro - El Dragón.
- Jorge Reyes - Pister.
- Gregory Kauffman - Jean-Michel.
- Tamara Fascovich - Paulina Subirán.
- Fania Barrón - Susana Rodríguez.
- Pedro Mira - Julián Morera.
- Socorro Miranda - Silvia de Cervantes.
- Irene Arcila - Josefa Montes de Oca Vda. de Medellín.
- Fernando Sensores - Rodrigo Medellín Montes de Oca.
- Humberto Yúñez - Evaristo Pérez.
- Sylvia Mejía - Domitila Trejo.
- Agustín López Lezama - Dr. Alfredo Galaviz.
- Antuan - Grafólogo.
- Luis Morales - Peón Nicolás.
- Miguel Sánchez - Padre Sebastián Castellanos Rojas.
- Margarita Gralia - Lucrecia de Sosa.
- Luis Cárdenas - Juan Vicente Del Toro Arredondo.
- Carilu Navarro - Presa.
- Marta Aura - Catalina Rojas Vda. de Castellanos.
- Máyela Barrera - Natalia Leal (niña).
- Daniela Soto - Altagracia Del Toro Callejas (Joven).
- Israel Amezcua - José Marcos Castellanos Rojas (Joven).
- Michelle Betancourt - Narda Briseño (Joven).

## Premios

### Círculo Nacional de Periodistas (CINPE)
| Categoría                | Nominado(a)       | Resultado |
| ------------------------ | ----------------- | --------- |
| Mejor producción         | Maricarmen Marcos | Ganadora  |
| Mejor villana            | Cecilia Piñeiro   | Ganadora  |
| Mejor villana Juvenil    | Geraldine Bazán   | Ganadora  |
| Mejor protagonista joven | Andrea Martí      | Ganadora  |
| Mejor revelación actoral | Claudia Marín     | Ganadora  |

### Palmas de Oro
| Categoría              | Nominado(a)       | Resultado |
| ---------------------- | ----------------- | --------- |
| Mejor telenovela       | Maricarmen Marcos | Ganadora  |
| Superación como actriz | Andrea Martí      | Ganadora  |

## El San Judas de Oro
El San Judas de Oro fue una gala de premios impulsada por la producción y la televisora en premiar a lo mejor de la telenovela, debido al gran éxito en redes sociales. Se compuso de varias categorías y los resultados se dieron a conocer en internet y los propios actores recibieron los premios.

### Galardón Especial de Honor
| Categoría     | Nominado(a)     | Resultado |
| ------------- | --------------- | --------- |
| Por Desempeño | Daniel Elbittar | Ganador   |

## Versiones
- La mujer de Judas es un remake de la telenovela venezolana de 2002, "La mujer de Judas", realizada por RCTV, protagonizada por Astrid Carolina Herrera, Luis Gerardo Núñez, Chantal Baudaux y Juan Carlos García.